# Czapla nadobna
Czapla nadobna (Egretta garzetta) – gatunek dużego ptaka z rodziny czaplowatych (Ardeidae), zamieszkujący Eurazję, Australazję i Afrykę. Nie jest zagrożony.

## Podgatunki i zasięg występowania
Czapla nadobna zamieszkuje w zależności od podgatunku:
- czapla nadobna[5] (E. garzetta garzetta) – Palearktyka od Hiszpanii, Francji i północno-zachodniej Afryki na wschód po Półwysep Koreański i Japonię, porozrzucane populacje w Indiach, Azji Południowo-Wschodniej, na Bliskim Wschodzie i pozostałej części Afryki. Podgatunek w większości wędrowny, zimuje w Afryce i na południu Azji. Odlatuje na zimowiska we wrześniu i październiku, a nawet w listopadzie, wraca od marca do maja. Pod koniec XX wieku rozpoczęła kolonizację Wysp Brytyjskich, gdzie lęgnie się (pierwsze stwierdzenie lęgu w 1996 roku) i zimuje[6].

Do Polski regularnie zalatuje, zwłaszcza na południe; dwukrotnie stwierdzono jej lęgi – w 2003 i 2012 roku.
- czapla wyspowa[5] (E. garzetta nigripes) – wyspy południowo-wschodniej Azji i południowo-zachodniego Pacyfiku.
- E. garzetta immaculata – Australia i Nowa Zelandia; IOC włącza tę populację do E. g. nigripes.
- czapla zmienna[5] (E. garzetta dimorpha) – pas od Kenii po Mozambik oraz Madagaskar. Takson o niepewnej pozycji taksonomicznej, przez niektórych systematyków podnoszony do rangi gatunku[3][8], zaś na wykorzystywanej przez IUCN liście ptaków świata opracowywanej we współpracy BirdLife International z autorami Handbook of the Birds of the World uznawany jest za podgatunek czapli rafowej (E. gularis)[9].

Dwa kolejne taksony, uznawane kiedyś za podgatunki czapli nadobnej (E. g. gularis i E. g. schistacea), wydzielono w osobny gatunek – czaplę rafową (E. gularis).

## Morfologia
Cechy gatunkuUpierzenie śnieżnobiałe, dziób niebieski, nogi ciemne, stopy jaskrawo żółte. W okresie godowym u nasady szyi, na grzbiecie i na ogonie wyrastają długie pióra, lekko uniesione o rozdzielonych promieniach, tworzące delikatną pelerynę. Te pióra mające 18–21 cm i będące jej ozdobą okazały się dla człowieka atrakcją: od średniowiecza po XVIII wiek sporządzano z nich kity zdobiące hełmy rycerstwa, czapki szlachty (także polskiej) i kapelusze wyższych oficerów, a nawet przybrania głów koni należących do możnowładców; modną dekoracją damską stały się w XIX wieku (egreta). Upierzenie spoczynkowe jest podobne, ale bez ozdobnych piór. Mniejsza w porównaniu z innymi czaplami. Można usłyszeć jej dźwięczne okrzyki „kark”. Jest 2 razy mniejsza od podobnej czapli białej, która nie ma piór ozdobnych na głowie, a tylko na grzbiecie (dł. 50 cm) oraz ma czarny dziób u nasady żółty.
Wymiary średniedługość ciała ok. 55–65 cm
rozpiętość skrzydeł ok. 88–95 cm
masa ciała ok. 450–600 g

## Ekologia i zachowanie

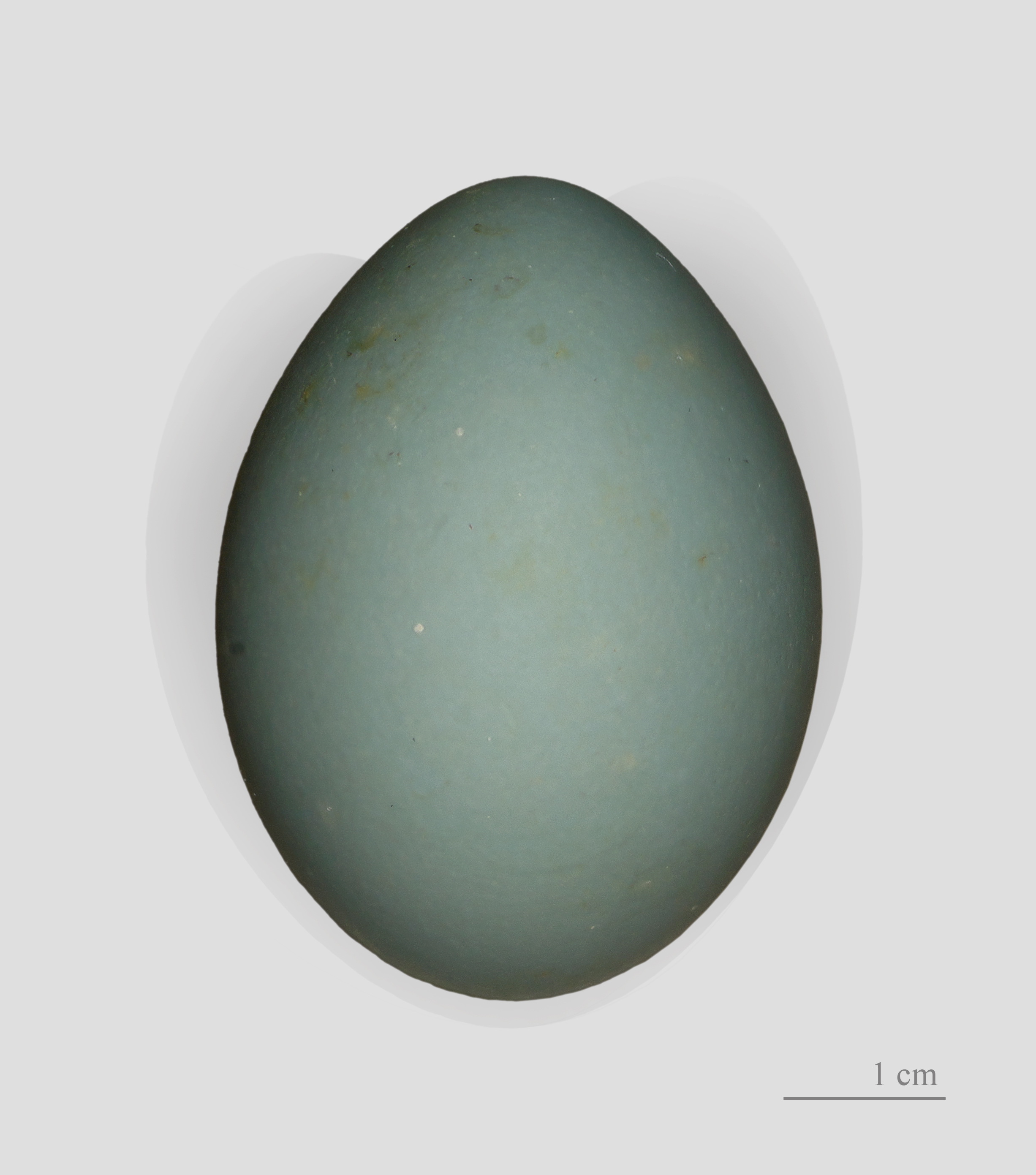
Jajo

BiotopWszelkie wody, zarówno słodkie jak i słone, o ile znajdują się na brzegu krzewy lub drzewa, na których można zbudować gniazdo. Spotkać ją można na bagnach. Poza okresem lęgowym ten warunek nie jest konieczny.
GniazdoNa ziemi pod osłoną krzewów, na drzewach, czasem w trzcinach. Zbudowane z cienkich łodyg, suchych wiech trzcin dostarczanych przez samca. Samica buduje gniazdo i broni go przed sąsiadami, którzy chętnie rozkradają go z materiałów pod jej nieobecność. Towarzyski ptak, tworzy kolonie lęgowe, często z innymi gatunkami czapli, a także kormoranami.
JajaW ciągu roku wyprowadza jeden lęg, składając 3–6 niebieskawych jaj. Składa je na północy w marcu – czerwcu, w Azji południowej w lipcu – wrześniu, a w Afryce podczas pory deszczowej.
Wysiadywanie i dorastanieJaja wysiadywane są przez okres 20–25 dni przez obydwoje rodziców. Pisklęta opuszczają gniazdo po około 30 dniach. Rodzice karmią je płazami, wodnymi stawonogami, drobnymi ssakami, mięczakami, a nawet pisklętami innych gatunków ptaków. Pod nieobecność rodziców wychodzą z gniazda na pobliskie gałęzie i wracają, dopiero gdy wrócą, są jeszcze wtedy słabo opierzone. Okres ten trwa 6 tygodni. Gdy na dobre opuszczą gniazdo, przebywają jeszcze przez pewien czas w pobliżu rodziców w okolicy kolonii.
PożywienieDrobne zwierzęta wodne. Żerują w płytkich wodach stojących, pokonując niekiedy 10–20 km dziennie.

## Status i ochrona
IUCN uznaje czaplę nadobną za gatunek najmniejszej troski (LC – Least Concern). Liczebność światowej populacji (wraz z E. g. dimorpha), według szacunków organizacji Wetlands International z 2015 roku, mieści się w przedziale 0,66–3,15 milionów osobników. Trend liczebności populacji uznawany jest za wzrostowy.
W Polsce jest objęta ścisłą ochroną gatunkową.

## Galeria

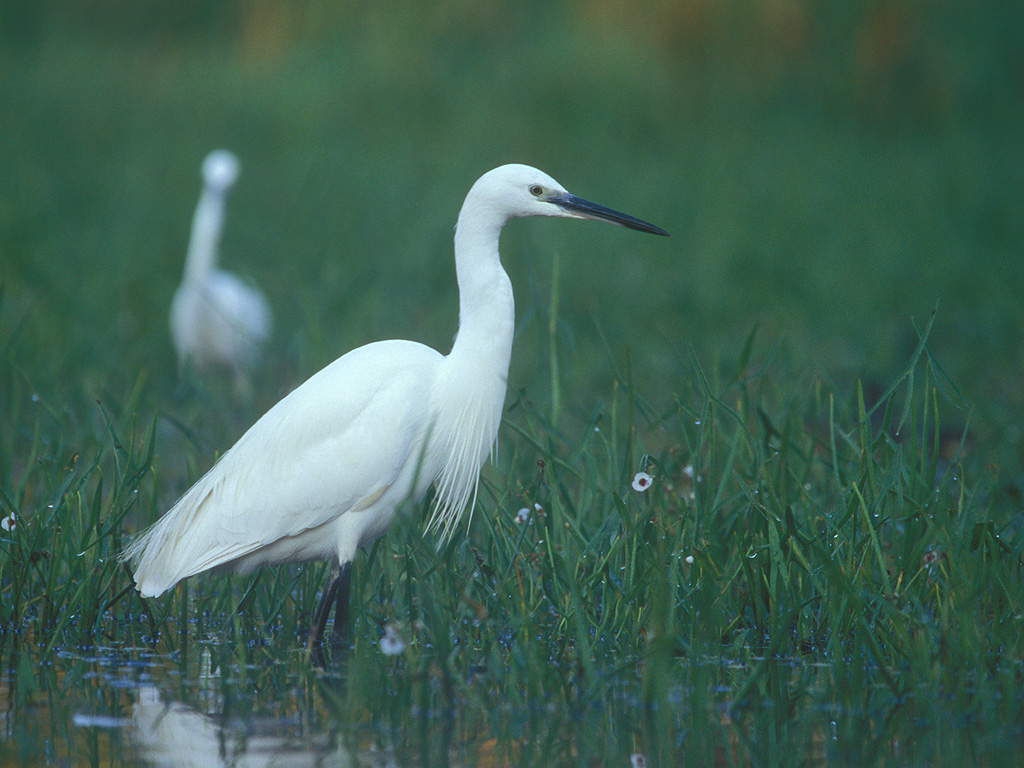
Czapla nadobna
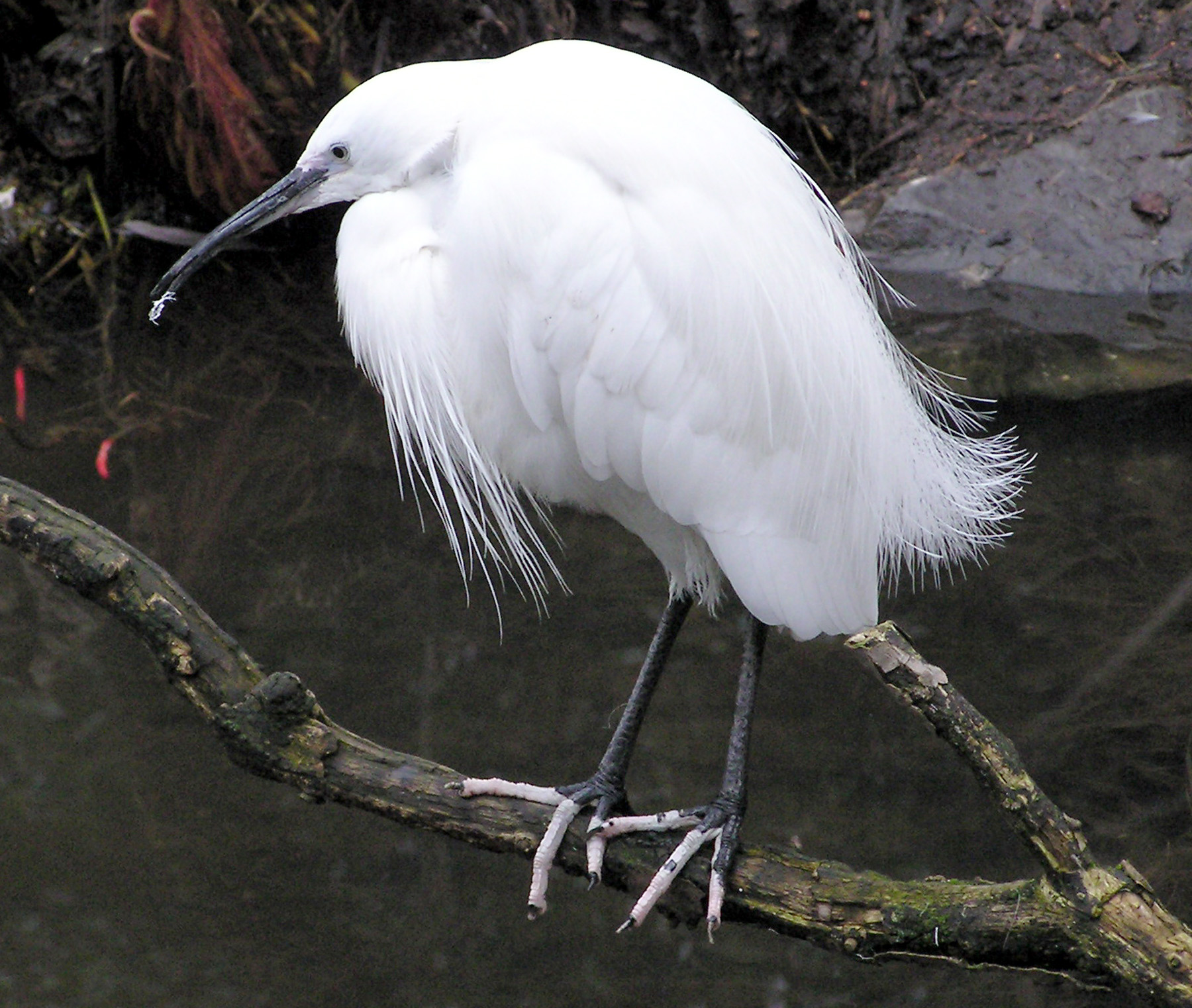
Czapla nadobna w okresie godowym
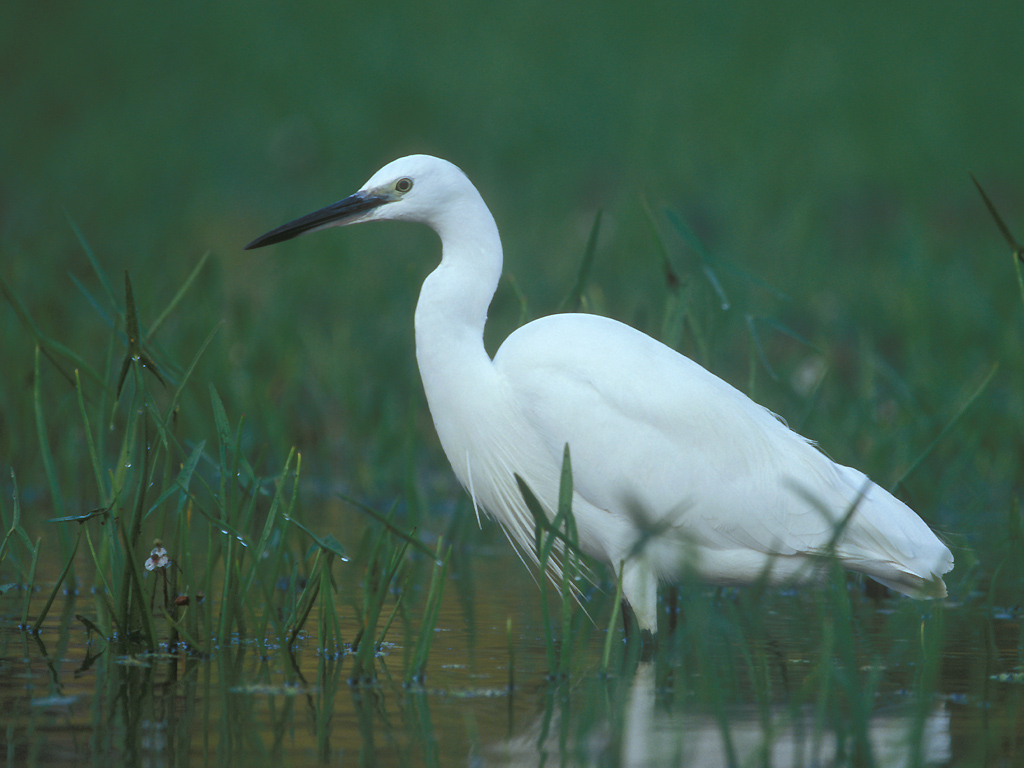
Czapla nadobna
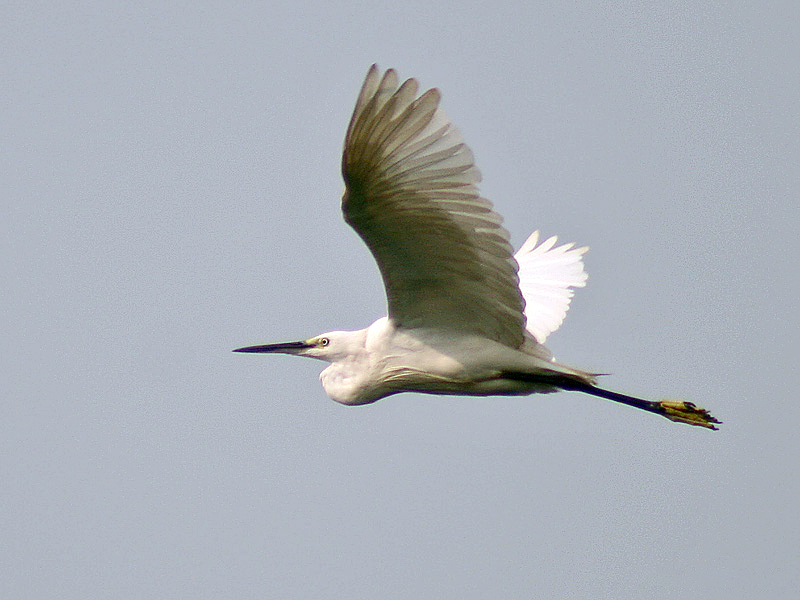
Czapla nadobna w locie, Kolkata – Zachodni Bengal (Indie)